# Farkas család (alsóőri)
Az alsóőri Farkas család (régiesen: alsóeőri) egy ősrégi dunántúli nemesi család, amely a Vas vármegyei Alsó- és Felsőőr településekről származott, és szétágazott az évszázadok során. A család ágai többsége mára már kihalt. A felsőőri Farkas családdal azonos; néha tagjai hol az alsóőri, hol a felsőőri, hol mindkét nemesi előnevet használták.

## A család története
Az alsóőri Farkas család ősei azokhoz a Vas vármegyei határőrökhöz tartoztak, akiknek 1270-ben V. István magyar király megerősítette a IV. Bélától szerzett kiváltságaikat; V. István magyar király az őrimagyarósdi besenyőknek, azaz a Vas vármegyei őrségi lakosok elődeik, őrnagyaik irányában való kötelezettségeiket, valamint maguk között ügyes-bajos dolgaiknak mi módon való elintézését meghatározta és elrendelte, hogy a regedei végeken a nemes faluk Zala vármegye határától egész az úgynevezett Lug nevű helyig őröket állítani tartoznak. A kiváltságai között szerepelt, hogy ezek a szabad őrök az adózástól és a magánföldesúri bíráskodástól mentesek voltak, és őrnagyaikon keresztül kapcsolódtak a vármegye. A nyugati magyar határőr telepek közül a Felsőőrség, a soproni Lövérek és a mosoni Levél lakói voltak székely eredetűek. Ennél fogva nehezen meghatározható az őrvidéki családok pontos etnikai származása, és székely, besenyő valamint magyar népcsoportoknak a keveredése. A nyugat-magyarországi gyepűvonal a Vas vármegye délnyugati részén található 18 községet magába foglaló Alsó-Őrség, Őriszentpéter székhellyel, valamint Felső-Őrség, az ide tartozó Felsőőr, Alsóőr, Őrisziget, Őriszentmárton stb. községekkel. Nincs rá pontos adat, hogy mikor alakult ki az Őrség szervezete, de feltehető, hogy a 11. században már megvolt. 
Károly Róbert Borostyánkő és Németújvár között telepítette le a korábban említett őröket. Az Árpád-ház kihaltával támadt belzavarok lecsillapítása után Károly Róbert király az északról jövő támadások ellen törekedett a vármegyét biztosítani. E végből 1327. július 1-jén Óváron ezeket a királyi őröket (spiculatores nostri) nemcsak a régi (IV. Béla, V. István és IV. László) királyok idejében élvezett kiváltságaikban erősítette meg Károly Róbert magyar király, hanem egyszersmind az országos nemesek közé is emelte, és részükre külön „őrnagyságot” szervezett. Károly Róbert uralkodásától csaknem egy évszázadon át, 1428-ig nyugalmas időszak köszöntött az Őrvidékre. Nemcsak az őrközségek területe, hanem azok tágabb határa is királyi birtok volt, szüneteltek a jogviták az őrök és a környékbeli földbirtokosok között. Ez az állapot 1428-ban szűnt meg, amikor Zsigmond magyar király a Garai családnak adományozta az itteni királyi uradalmakat. A Garaiak ekkor már negyedszázada sajátságos védnökséget gyakoroltak az őrök felett. E változás tette szükségessé, hogy az őrök katonai szervezete közigazgatási és érdekképviseleti szerepeket is fölvegyen, és nemesi közösségként igazgassa a községeket, többek között Alsóőrt is. A 15. században a patronátus és a környék több ízben változott attól függően, hogy mikor melyik főúri család szövetkezett a királyi hatalommal vagy lázadt föl ellene. Az őrök az uralkodó erősödésének, az ellenségeskedő főurak elkergetésének általában a haszonélvezői voltak. Az alsőeőri Farkas családnak a vezetékneve minden valószínűséggel nem az állat után keletkezett, hanem a német keresztnév" Wolgfang", azaz magyarul a "Farkas" név után keletkezett, mivel az összes Alsó- és Felsőőri nemesek közül más egyéb állat jellegű vezetéknév nincsen; másrészt a két településen leginkább a keresztnév utáni keletkezésű vezetéknevek vannak, azaz: "Bertha, Fábián, Filep, György, Imre, Kázmér, Miklós stb. Ezek a vezetéknevek a 15. század második felében és a 16. század elején kristályosodtak ki. 
Az 1526. évi mohácsi vész után a Magyar Királyság hanyatlása és a Habsburgok öröksége hamar éreztette hatását a falu mindennapjaiban is. I. Ferdinánd magyar király a Pinka völgyét és az őrközségeket 1530-ban a Christoph és Pantaleon von Ehrenreich testvérpár birtokába adta katonai szolgálataik ellenében. Az őriek az ősi magyar alkotmányra hivatkozva sikerrel tiltakoztak a döntés ellen a pozsonyi országgyűlésen. Az 1547. november 15-ére Nagyszombatba összehívott országgyűlés, amely végül decemberben zajlott, elismerte az őriek nemességét, és megtiltotta nemesi jogaik megsértését; az 1547. decemberi nagyszombati országgyűlés törvénykönyve végül 1548. február 22-én kelt. Batthyány Boldizsár (1542–1590), akit Pestolocius 1570 körül megnyert az új tanoknak, Luther Márton híve lett és ettől az időtől fogva az új vallás a Batthyányak uradalmához tartozó községekben még inkább terjedt; ezeken belül az Alsó- és Felsőőr települések is. Innentől fogva az alsóőri Farkas család a lutheránus vallást vette fel. 
Az 1554-ik évi megyei nemesi összeíráskor a birtokosok között a felsőőri járásban Farkas László Csákányban két portát bír. Ezeknek korábban említett a népes királyi nemes szolgáknak az utódai 1582. február 18-án Rudolf magyar királytól még 64 határőri családdal együtt Farkas Mihály, János, és Lőrinc Alsó- és Felsőőrre nyert birtokadományt. 1611. február 16-án a korábbi földbirtokadományt II. Mátyás magyar király megerősítette Farkas János, Benedek, Gáspár, Jakab, Imre, Tamás és Balázs számára. A család több vármegyébe ágazódott ki és ezért évszázadok után szinte lehetetlen egyenes leszármazást összeállítani a sok különböző ágnál. Az 17.–18. század fordulóján az alsóőri Farkas család visszatért a római katolikus vallásra.

### Csöglei ág
Az 1712-es a Veszprém vármegyei Csöglén lakó nemes Farkas család sikeresen igazolta a nemességét és a leszármazását az alsóőri Farkas családból. Akkoriban ott lakott alsóőri Farkas Ferenc, Mihály fia, János unokája, Pál dédunokája. A család csöglei ágának a további sorsa a jelenlegi feltárt források alapján ismeretlen.

### Tapolcai ág
1733-ban egy Tapolcán lakó Farkas család sikeresen igazolta a nemességét és a leszármazását az alsóőri Farkas családból. Farkas Ádám, István József és Mihály, Mihály fiai, Mátyás unokai, György dédunokai Tapolcán laktak 1733-ban és sikeresen igazolták a származását. A népes nemes Farkas család Tapolcán az 1790-es nemesi összeírásra két ággal rendelkezett, azonban valószínűleg addigra az 1733-as investigációt nem ismerve, ha bár a nemességét igazolhatták, az "alsóőri" nemesi előnevükről elfeledkezve nem tudták.

### Soproni ág
1726. február 24-én Vas vármegye bizonyitványt adott a Sopron megyei Nemesivisen Farkas István, Rábatamásin pedig Farkas Péter és Pál, mindhárman Farkas György fiai, Farkas Mátyás unokái az 1611-es adományos Farkas Balázs dédunokái számára. A nemesvisi lakó Farkas István fia alsóeőri Farkas Ádám (1718–1773) tartalékos biztos, földbirtokos, aki 1744. február 24-én feleségül vette Nemesvisen palásti és keszihóczi Palásthy Mária (1721–1754), kisasszonyt, Palásthy Gáspár és Fábiánics Erzsébet lányát. Farkas Ádám és Palásthy Mária frigyéből született alsóeőri Farkas Mária, nemes Csupor Zsigmond földbirtokosnak a neje. Palásthy Mária halála után Farkas Ádám elvette nemes Cséby Erzsébetet, akirúl született fia alsóeőri Farkas Károly (1763–1811) nemesvisi földbirtokos. Farkas Károlynak az első nejétől Strankovics Annától született egyik fia, Farkas János (1796–1863). Ennek a Farkas Jánosnak és nejének Vigyázó Alojziának a gyermeke alsóeőri Farkas Kálmán (1835–1896) jogtudor, magyar királyi udvarnok. Farkas Kálmán leánytestvérei Vikár Kálmánné alsóeőri Farkas Ilona (1852–1916),  valamint kővágóőrsi, leányfalusi és monoszlói Kuthy Lukácsné alsóeőri Farkas Janka (1846–1935) voltak.

### Fejéri ág (felső- és alsóőri)
Az egyik ág Vas vármegyében maradt és több évszázad során uradalmi gazdatiszti állásokat vállalt. Ez az ága a családnak ismeretes azért mert két nemesi előnevet használt: felső- és alsóőri, holott ugyanazokban az adományokban részesült, mint a többi ága a családnak. Az egyik tagja ennek az ágnak felső- és alsóőri Farkas György, csákánydoroszlói uradalmi felügyelő a gróf Batthyány családnál, akinek a hitvese a polgári Gogisser Katalin volt. Farkas György és Gossiger Kata fia, felső- és alsóőri Farkas Imre (1806–1882), a gróf Batthyány család enyingi uradalom gazdatisztje. Házastársa Halmán Franciska (1821–1887), akinek a szülei Halmann Antal, uradalmi tiszttartó, Székesfehérvár 1848-as városi képviselő, és Lohr Klára (1790–1850) voltak.
Farkas Imre és Halmán Franciska lányai: felső- és alsóőri Farkas Franciska (1855–1919) kisasszony, felső- és alsóőri Farkas Klementina (1850–1921), akinek a férje Scherer Kamill (1838–1911), törvényszéki bíró, felsőőri Farkas Gabriella (1850–1926), akinek a férje felsőőri Farkas Sándor (1841–1910), cs és kir altábornagy, valamint felső- és alsóőri Farkas Aranka (1852–1897), akit 1872-ben nőül vett gróf thumburgi Klebelsberg Jakab (1844–1877), a császári és királyi hadsereg 14. huszárezredének századosa. Gróf Klebelsberg Jakab és felső- és alsóőri Farkas Aranka fia, gróf thumburgi Klebelsberg Kuno (1875–1932) magyar jogász, országgyűlési képviselő, művelődéspolitikus, rövid ideig (1921–1922) belügy-, majd közel 10 évig (1922–1931) vallás- és közoktatásügyi miniszter. 1917-től 1932-ig a Magyar Történelmi Társulat elnöke.
Felsőőri Farkas György, csákánydoroszlói uradalmi felügyelő és Gogisser Katalin egy másik fia, felsőőri Farkas Károly (1809–?), aki szintén gazdatiszti pályát választott magának; először Kerkáskápolna uradalmi ispánja, majd annak a számtartója volt. Farkas Károly 1837. május 9-én Kőszegen feleségül vette a polgári származású Stuna Juliannát (1818–1852), akinek a szülei Stuna János és Posch Erzsébet voltak. Farkas Károly és Stuna Julianna frigyéből több gyermek született: az egyik felsőőri Farkas Sándor (1841–1910), cs. és kir. altábornagy, aki feleségül vette unokatestvérét, felsőőri Farkas Gabriellát (1850–1926), felsőőri Farkas Imre és Halmán Franciska lányát.
Címer: Mivel ez az ága a családnak nem egyenesági leszármazottja a Kancsócon lakó alsóőri Farkas családnak, amely 1690. április 2-án szerzett armálist, ehhez a címerhez nem volt joguk; nem ismeretes, milyen címert viseltek.

### A somogyi-komáromi ága

Az alsóőri Farkas család címere; az 1690. április 2-ai armálist viselték, amelyet a család ezen ága a családnak szerzett adományban

A család egyik ága a Vas vármegyei Kancsóc (Felsőszentbenedek) nevű településre került, ahol alsóőri Farkas Mihály és Ádám, Farkas Lukács fiai, és egyben alsóőri Farkas János unokái, több más Farkas családbelivel együtt, 1690. április 2-án nyertek címereslevelet I. Lipót magyar királytól, amelyen farkas és vörös ruhás puskát tartó vitéz látható. Az 1726-os Vas vármegyei nemesi összeírásban Korongon Farkas István, Muraszombaton Farkas János, Kancsócon Farkas Mihály, Ádám, és fia Mihály és István, Tesanócon Farkas István, és Hodóson Farkas Tamás igazolták a nemességét az 1690-as armális alapján.
Alsóőri Farkas Lukács leszármazottjai Vas vármegyéből Somogy vármegyébe kerültek át a 18. században. Farkas Tamás fia, Farkas Mihály 1751-ben Somogyban igazolja az 1690-es származását az armális alapján, majd Mihály fia, Farkas István 1763-ban is. Farkas István unokai a 19. századba pedig Nyitra vármegyébe költöztek.
Az alsóőri Farkas családnak ez az ága, pontosabban az 1690-i armálisban szereplő alsóőri Farkas Lukács fiának, Farkas Tamásnak a dédunokája, Mihály fia, István fia, alsóőri Farkas János, Acsán született és felnőtt korára Zicsen, majd Bajnán uradalmi tiszttartó (provisor dominalis) volt. Farkas János tiszttartó feleségül vette Göllén, 1794. augusztus 18-án nemes Somogyi Juliannát. Farkas Jánostól Somogyi Julianna asszonynak született alsóőri Farkas József (1816–1910), hercegprímási uradalmi jószágfelügyelő. Farkas József feleségül vette nemes Józsa Wargha Rozinát (1825–1906), akinek a szülei nemes Józsa-Wargha László, főszolgabíró, földbirtokos és Kelepecz Anna voltak. Farkas Józsefné Wargha Rozinának a fivére nemes Józsa-Wargha Benedek (1807–1896), királyi tanácsos, Esztergom vármegye első alispánja, 1848—49. évi magyar országgyűlési képviselő. Farkas József és Wargha Rozina házasságából három leánygyermek született: alsóőri Farkas Mária (1853–1917), akinek a férje Schneider Lajos, alsóőri Farkas Ilona (1863–1915), akinek a férje Weszely Lajos (1850–1912), valamint alsóőri Farkas Anna (1859–1897), akinek a férje nemespanni Czobor Gyula (1841–1908), prímási uradalmi intéző; Czobor Gyula és alsóőri Farkas Anna gyermeke nemespanni Czobor Imre (1883–1959) kerületi kormánybiztos, Komárom és Esztergom vármegyék főispánja 1920-tól az újabb vármegyerendezésig.
Egy másik gyermeke Farkas Józsefnek és Wargha Rozina frigyéből alsóőri Farkas Ferenc (1852–1916), gazdasági szakíró, hercegprímási uradalmi nagybérlő, aki 1872-ben lépett az érsekség szolgálatába. 1882 és 1886 között mint az Esztergomvidéki Gazdasági Egyesület titkára, szerkesztette a Gazdasági Értesítőt. A Gazdasági Lapokba és a Mezőgazdasági Szemlébe több szakcikket írt. Farkas Ferenc feleségül vette Szlamka Anna Anasztáziát (1859–1936). Farkas Ferenc és Szlamka Anna frigyéből született: alsóőri Farkas Erzsébet (1882–1964), akinek a férje Köpesdy Elemér (1876–1938), miniszteri tanácsos, valamint alsóőri Farkas Anna (1892–?), akinek az első férje kelenföldi Röck Béla (1882–1932), gépészmérnök, a második nagykállói Kállay Tamás (1875–1963), majd a harmadik férje gróf Khuen-Héderváry Sándor (1871–1946) császári és királyi kamarás, magyar királyi titkos tanácsos, diplomata, nagybirtokos volt. 1901. február 6-án Somogy vármegye 270/1901 számon igazolta Farkas Ferenc uradalmi intéző nemességét. Farkas Ferencnek és Szlamka Annának az 1889-es komáromi születésű Farkas Ferenc nevű fia keresztelőjénél látható a megjegyzéseknél az, hogy: "Vas vármegye törvényhatósága által, 42790 sz. a (szám alatt) kiadott nemesség(i) bizonyítvány alapján szülöttnek nemesi származása és alsóeőri nemesi előneve bejegyeztetett. Komárom, 1906. április 10.”"
Farkas József és Wargha Rozina egy másik fia: alsóőri Farkas Géza (1870–1944), az országgyűlés Felsőházának a tagja, hercegprímási uradalom intéző, drégelypalánki földbirtokos. Farkas Géza 1900. január 10-én Miskolcon feleségül vette Tárczay Erzsébet Mária Ilona "Elza" (Temesvár, 1880. szeptember 7.) kisasszonyt, akinek vér szerinti szülei Kopping János, dohánygyári tiszt és Marossy Ilona voltak. Tárczay Ferenc MÁV üzletvezetőségi felügyelő és neje Marossy Franciska örökbe fogadták az árva unokahúgát, Kopping Erzsébetet, aki a Tárczay vezetéknevét vette fel. Alsóőri Farkas Géza és Tárczay Elza frigyéből született: alsóőri Farkas Zoltán (1902–1964), okleveles gazda, alsóőri Farkas Lajos, és alsóőri Farkas Tibor.
Címer (1690. április 2.): kékben, zöld alapon, zöld dolmányos, vörös öves, hajadonfőt álló, sárga csizmás, vörös nadrágos, lövésre kész, puskás magyar vitéz. Sisakdísz: kinövő, természetes színű farkas. Takarók: kékarany-vörösezüst.

### A zalaboldogfai ága: az alsóőri és boldogfai Farkas család

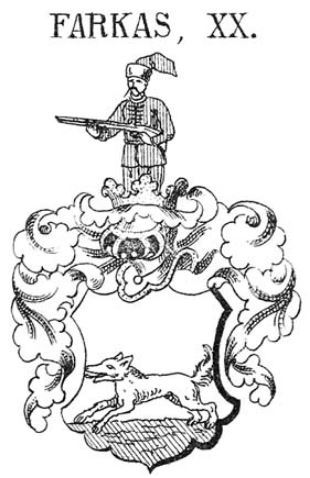
Az alsóőri és boldogfai Farkas család címere; az 1690. április 2-ai armálist viselték a pajzs alakkal és a sisak dísszel átcserélve

A későbbi Somogy megyei ágat alapítóknak a közeli rokonai. A boldogfai Farkas család ősapja a Kancsóc (Felsőszentbenedek) nevű településen lakó alsóőri Farkas János fia, Lukács fivére, alsóőri Farkas Péter leszármazottjai alapították; 1690. április 2-án I. Lipót magyar királytól nyertek címeres levelet a Kancsócon lakó családtagok. Farkas Lukács fivérétől, alsóőri Farkas Pétertől származik a későbbi boldogfai Farkas család, amely az alsóőri nemesi előnevet teljesen hanyagolva, királyi földbirtokadomány után (1716. március 22.) a "boldogfai" nemesi előnevet viselte, holott jogosult az alsóőri és boldogfai előnevek használatára a korábbi adományok révén. A boldogfai Farkas család Vas vármegyéből Zala vármegyébe a 17. század második felében került át. Farkas János fia, Farkas Péter (fl. 1656), a 17. század elején született Kancsócon és később édesapja halála után vásárolt lakást Zalalentin, ahonnan gyakran felment Kancsócra rokonaihoz látogatóba. Farkas Péter Zalabaksán megházasodott, ahol Farkas Mihály (fl. 1656–1664), György és István gyermekei születtek. Farkas Péter és gyermekei ezután a béri Balogh család pórszombati birtokára kerültek; Farkas Péter, pórszombati árendás (azaz birtok haszonbérlő), az árendát gabonában fizette. Tanúvallomások szerint 1656-ban Farkas Péter már nagyon idős ember volt, aki "nehezen tette a járást". Az egyik fia, Farkas György vele maradt Pórszombaton, azonban a másik, Farkas Mihály, elment Zalalövőre 7 vagy 8 évvel az 1664-ben zajlott szentgotthárdi csata előtt (1656 körül), és ott fegyverrel szolgált a helyi zalalövői várban osztopáni Perneszy István (fl. 1647–1663), várnagy alatt.
Farkas Mihályt „híres”, „hős” katonának mondják a még élő öreg volt bajtársai 1717-es tanúvallomásaikban. Nem sokkal ezután Farkas Mihály török fogságba esett és az oszmán kézben lévő Nagykanizsára vitette magát, ahol majd a tömlöctartónak 4 tallért, és a török úrnak 200 tallért fizetett megváltásáért. Kiszabadulása után lakást vett Zalaegerszegen és Egry Pál egerszegi hadnagynak a lányát vette feleségül. 1664 nyarán, miután a török felégette a várost, elment Ságodra, ahol később Szarka Gábor bíró lányát vette el. Onnantól Farkas Mihály ez után pénzen vásárolta a boldogfai földbirtokát. Zalaboldogfa nevét 1411-ben említették először az oklevelek Boldogasszonyfalva néven (Bodogazonfalua írásmóddal). Farkas Mihálynak (fl. 1656–1664) az utolsó felesége, és a gyermekei anyja ságodi Péter Éva (fl. 1687–1702) lett, akinek az édesapja, ságodi Péter Mihály, aki 1623-ban, 1624-ben, majd 1649-ben zalai alszolgabíróként szerepelt. Péter Éván keresztül, gyermekei örökölték azt a pórságodi birtokot, amelyet ságodi Péter Mihály 1608-ban 400 forintért örök jogon vásárolt padoci Máttefalvay Mátyástól és feleségétől, szentpéterfalvi Potrán Eufrozsinától. Farkas Mihálynak a halála után özvegyasszonya férjhez ment németszecsődi Tarródy Mihály zalai főszolgabíróhoz, Tarródy György és Nemes Katalin fiához.
A boldogfai előnevet Farkas Mihály és ságodi Péter Éva (fl. 1687–1702) gyermekei Farkas Péter, Farkas István és Farkas János kezdték használni. A három testvér nemesi birtokadományt szerzett 1716. március 22-én III. Károly magyar királytól a pór-ságodi, boldogfai, andráshidai és alibánfai birtokokra. Az akkori családfő boldogfai Farkas János (†1724) volt az első, aki testvéreivel együtt formálisan használta Boldogfáról, az adományozott földbirtokáról származó nemesi előnevet. A 18. században Farkas János fia és unokái úgy szerepeltek, mint „de Boldoghfa” azonban később a reformkorban lekopott a „h” betű a nemesi előnévről.
Címer (1690. április 2.): kék udvarban, zöld mezőn jobbra futó természetes színű farkas. A sisakdísz: kiemelkedő vörös ruhás puskát tartó vitéz. Takarók: kék-arany és vörös-ezüst”.